# Okapia johnstoni
El okapi (Okapia johnstoni) es una especie de mamífero artiodáctilo de la familia Giraffidae. Es el pariente vivo con más similitudes genéticas con la jirafa. Se le considera a veces un fósil viviente por su parecido con los primeros jiráfidos que aparecieron en el Mioceno. No se conocen subespecies y es la única especie de su género. Vive en las frondosas selvas del norte de la República Democrática del Congo entre los ríos Uele, Ituri y en las selvas de Aruwimi. Los okapis pueden ser animales huidizos y evasivos, por lo que los trabajos de investigación que se llevan a cabo sobre la especie suelen limitarse a recoger muestras de excrementos u otros signos que evidencien su presencia ante la imposibilidad de poder hacer un seguimiento físico.

## Morfología
La forma de su cuerpo recuerda al cuerpo de una jirafa pequeña de patas y cuello muy cortos, aunque el manto del pelo es totalmente distinto, rojizo en todo el cuerpo salvo en patas y glúteos, donde es blanco con rayas negras, semejante a una cebra. Como las jirafas, tiene dos osiconos pequeños recubiertos de pelo en la cabeza sin utilidad aparente y una larga lengua prensil de 30 a 36 centímetros de largo y de color negro que usa para introducirse las hojas de arbustos y árboles bajos en la boca. La longitud de esta es tal que puede limpiarse el interior de las orejas con su punta. El okapi está muy emparentado con las jirafas y con ellas comparte muchas adaptaciones morfológicas, aunque su cuerpo recuerde en realidad más al de un caballo.
Mide de 1,97 a 2,15 m de longitud; su cola, de 30 a 42 cm; mide entre 1,50 y 1,80 m de altura a la cruz y pesa de 200 a 300 kg.

## Historia natural

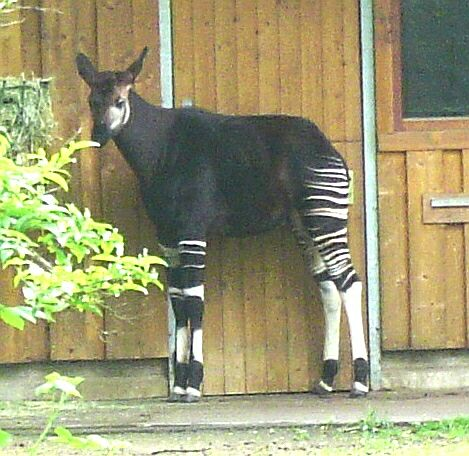
Okapi

Los okapis son animales predominantemente solitarios que de manera ocasional viven en pareja o en pequeños grupos familiares. Las hembras paren una única cría en agosto u octubre tras una gestación de entre 435 y 445 días. Si es hembra, madurará a los dos años de edad, mientras que si es macho todavía le faltará algún tiempo para llegar a la edad adulta. Al parecer, las crías más jóvenes no son capaces de diferenciar a su madre de otras hembras y pueden ser adoptadas por otras okapis con facilidad en caso de perder a su progenitora (la cual la defiende a veces hasta la muerte, incluso si se enfrenta con su único depredador, el leopardo). La esperanza de vida ronda los 30 años.
Su sentido más desarrollado es el olfato, seguido del oído. Las crías tienen un amplio repertorio vocal con el que comunicarse con sus madres, pero los adultos tienden a ser mudos. Una de las pocas veces que emiten sonidos se da cuando los machos buscan pareja durante la época de apareamiento.
Los okapis son herbívoros. Se alimentan principalmente de las hojas, brotes y tallos de más de 100 especies de diferentes plantas, además comen hierbas, frutas, helechos y hongos. Varias de las especies que consumen son venenosas para otras especies.
Lo impenetrable de su área de distribución impide saber de cuántos individuos se compone realmente la población mundial de okapis.[cita requerida] A pesar de ello, se la considera una especie vulnerable (aunque no en peligro grave) debido a su pequeña área de distribución.

## Descubrimiento

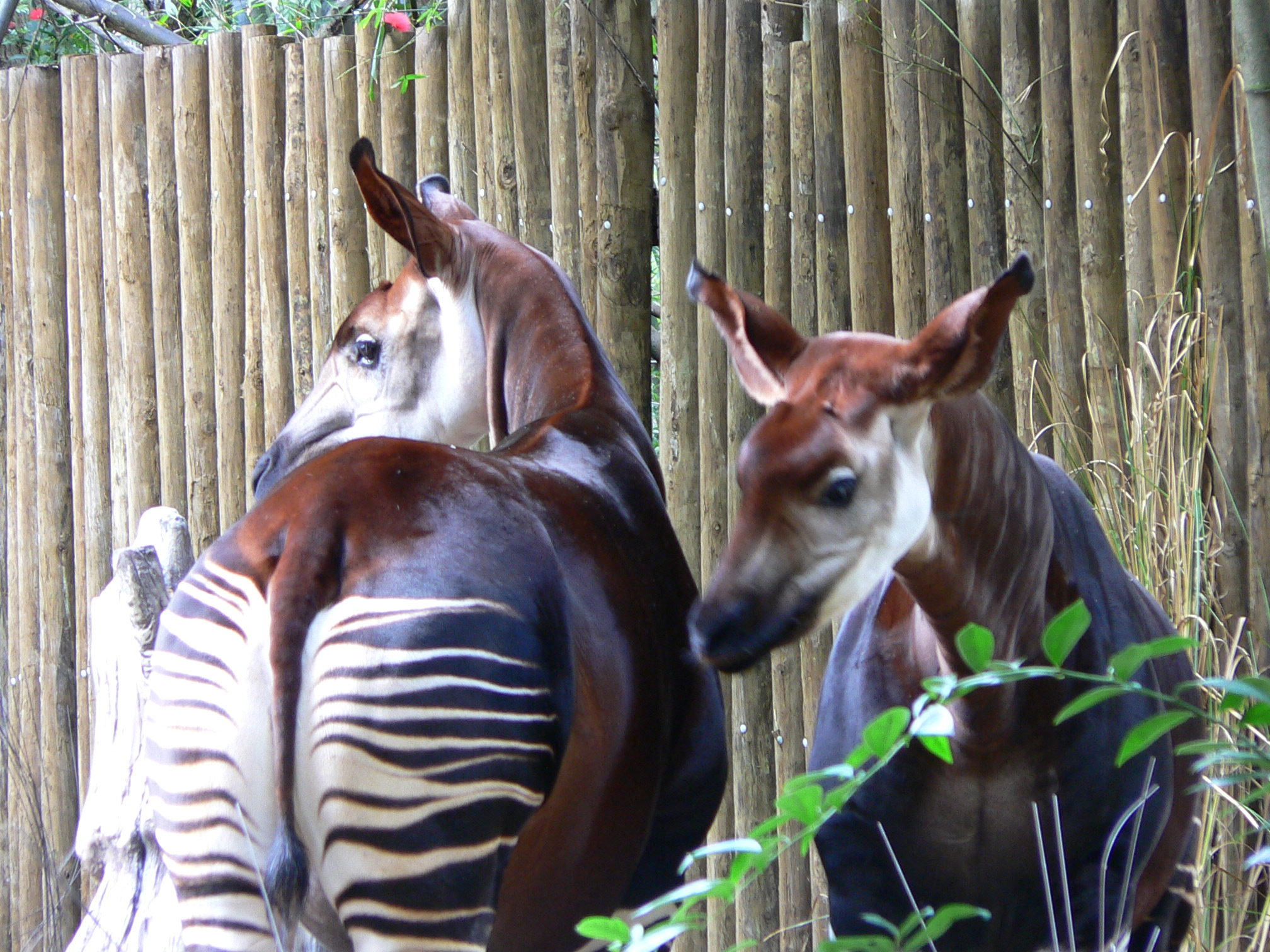
Un par de okapis.

El okapi fue desconocido para Occidente hasta 1890. Henry Morton Stanley, que exploraba las orillas del río Congo por mandato del rey de Bélgica, dejó escrito en su diario lo sorprendente que le resultó ver cómo los nativos de la parte norte del futuro Congo Belga no mostraban asombro ante los caballos que llevaba en su expedición. Interrogados por el explorador europeo, los nativos de la tribu Wambutti dijeron que en las selvas de la zona habitaba un animal similar a ellos pero de menor tamaño, el o'api. Los relatos sobre este misterioso animal motivaron al inglés sir Harry Johnston a preparar una expedición que fuera en la búsqueda de una posible especie ignorada por la ciencia, la cual remontó el río Congo en 1899. Johnston pudo saber por los Wambutti que el o'api era un animal similar a un asno de color pardo-rojizo con rayas blancas y negras en las patas y cuartos traseros. Inicialmente pensó que se trataba de una posible especie desconocida de cebra, pues no se conocía la existencia de ninguna en esa parte de África (ni, de hecho, ninguna cebra que viviese dentro del bosque tropical).
Posteriormente de vuelta al Congo Belga en 1900, Johnston acompañado de un grupo de pigmeos regresados de la Exposición Universal de París donde fueron exhibidos como fenómenos de feria, pudo conseguir dos pieles de los cuartos traseros que llevó al fuerte belga de Mbeni y luego fueron enviadas a la  Zoological Society de Londres en 1900. Allí se comprobó que no se correspondían con las de ninguna especie conocida de cebra y el animal fue bautizado como Equus johnstoni, si bien su adscripción al género Equus fue considerada dudosa desde el principio. Esto se confirmó cuando Johnston, que había vuelto al poblado de los Wanbutti, encontró un rastro en la selva con la ayuda de estos y comprobó que las huellas tenían dos dedos, por lo que el okapi debía ser un artiodáctilo y no un équido. Karl Eriksson, comandante del fuerte Mbeni, le envió después dos cráneos y otras dos pieles que habían llegado poco antes a sus manos. Con este material volvió Johnston a Londres, donde las raras calaveras permitieron determinar que el ya conocido como okapi era una especie de jirafa de bosque, que fue bautizada como Okapia johnstoni. Tan rara especie fue pronto solicitada por numerosos museos y zoológicos de Europa y Estados Unidos, pero la mayor parte de las expediciones para capturar algún ejemplar fueron un fracaso debido a lo remoto de su distribución, por lo que la especie se salvó de la extinción. En el año 2006 y tras casi 50 años en los que no había sido detectado ninguno en estado salvaje, se produjo su redescubrimiento en la zona del  parque nacional Virunga.

## Estado de su población
Los okapis están amenazados de extinción por la destrucción de su hábitat y su caza. La población mundial se estima en 10 000-20 000 especímenes. El trabajo de conservación en el Congo incluye el estudio continuo de su estilo de vida y comportamiento.
Por otra parte, siempre que hubo conflictos armados en el Congo, se vio dificultado su seguimiento, ya que es una zona donde abundan los enfrentamientos entre facciones nacionales.
En junio de 2006 y después de casi 50 años (según los registros oficiales, la última vez que se percibió la presencia de un okapi fue en agosto de 1959), el okapi fue redescubierto, al encontrar nuevas muestras de su presencia, en el parque nacional de Virunga, al este de la República Democrática del Congo. El hallazgo ocurrió durante un estudio dirigido por la fundación WWF y el Instituto Congoleño para la Conservación de la Naturaleza (Institut Congolais pour la Conservation de la Nature, conocido por sus siglas: ICCN).
Durante los 20 años previos al redescubrimiento en 2006, las tierras bajas del parque nacional de Virunga servían de escondite de diferentes grupos rebeldes, hecho que impidió que dichas zonas pudieran ser patrulladas por el ICCN. La difícil orografía también ha evitado la tala del terreno y su explotación agrícola, lo que explica que esta especie hubiera permanecido tantos años inadvertida.
En septiembre de 2008, el ICCN y la Sociedad Zoológica de Londres consiguieron tomar fotos de un okapi en su hábitat natural en el parque nacional de Virunga, confirmando la presencia de la especie a pesar de más de una década de conflicto civil.

## Reproducción
Los okapis viven en un entorno solitario. Tan solo durante la época de celo el macho y la hembra están juntos, o mientras que la hembra cría a su retoño. Al parecer, utilizan la orina para marcar su territorio y una secreción de unas glándulas situadas entre las pezuñas. En el interior de los bosques, utilizan lugares específicos en los que defecar, beber y descansar. Para desplazarse entre estos puntos, siguen siempre las mismas sendas, lo que facilita su captura. Durante la época de celo, las hembras emiten fuertes mugidos con el objetivo de llamar la atención de los machos. Estos acuden y luchan entre ellos para conquistarlas. Su principal arma en dicha lucha es el cuello, que utilizan para golpear. El ganador se retira con la hembra y ambos permanecen juntos entre dos y tres semanas. La gestación es muy larga, ya que se prolonga de 14 a 15 meses (hasta 445 días), tras los cuales nace una sola cría.